# Hendrik Abbé
Hendrik Abbé, baptisé le 28 février 1639 à Anvers, est un peintre, graveur et architecte flamand.

## Biographie
Hendrik Abbé est baptisé le 28 février 1639, dans la cathédrale d'Anvers. On ne sait rien de sa formation et son nom ne figure pas dans les registres de la guilde de Saint-Luc à Anvers.
Quelques estampes de lui ont été publiés à Anvers en 1670. Une version des Metamorpheses d'Ovide, publiée par François Foppens à Bruxelles en 1677, fut en partie illustrée de planches par d'autres graveurs d'après les dessins d'Abbé. On cite de lui le dessin du portrait de Petrus van Bredae !, que grave son compatriote Conrad Lauwers.